# Хенфилд
Хенфилд (англ. Henfield) — деревня в графстве Западный Суссекс, Англия. Центр общины.
Расположена в 33 милях (53 км) к югу от Лондона, в 12 милях (19 км) к северо-западу от Брайтона и в 30 милях (48 км) к северо-востоку от графства Чичестер, на пересечении дорог A281 и A2037.
Приход имеет площадь 4285 акров (1734,1 га). В переписи 2001 года 5 012 человек жили в 2 153 домашних хозяйствах, из которых 2 361 были экономически активными. 
Близлежащие города Берджесс-Хилл на восток и Шорхэм-бай-Си на юг.
Население по переписи 2011 года составило 5 349 человек.
К западу от города у моста Бетли сливаются два русла реки Адур, западное и восточное. Из Хенфилда Адур течет к Ла-Маншу, в которы впадает у Шорехам-у-Си.

## История
Хенфилд был большой деревней, состоящей из 52 хозяйств, уже во время первой поземельной переписи (1086 год).
В Хенфилде находится один из старейших крикет-клубов в мире (с 1771 года) и самая старая скаутская группа в стране (с 1907 года).
В 1913 году местная суфражистка Элизабет Робинс использовала свой фермерский дом в Баксеттауне, недалеко от Хенфилда, для размещения суфражисток, восстанавливающихся после голодовки.

## Известные жители
Родился Генри Бишоп (1605 — 1691) — в будущем главный почтмейстер Англии.

## Достопримечательности

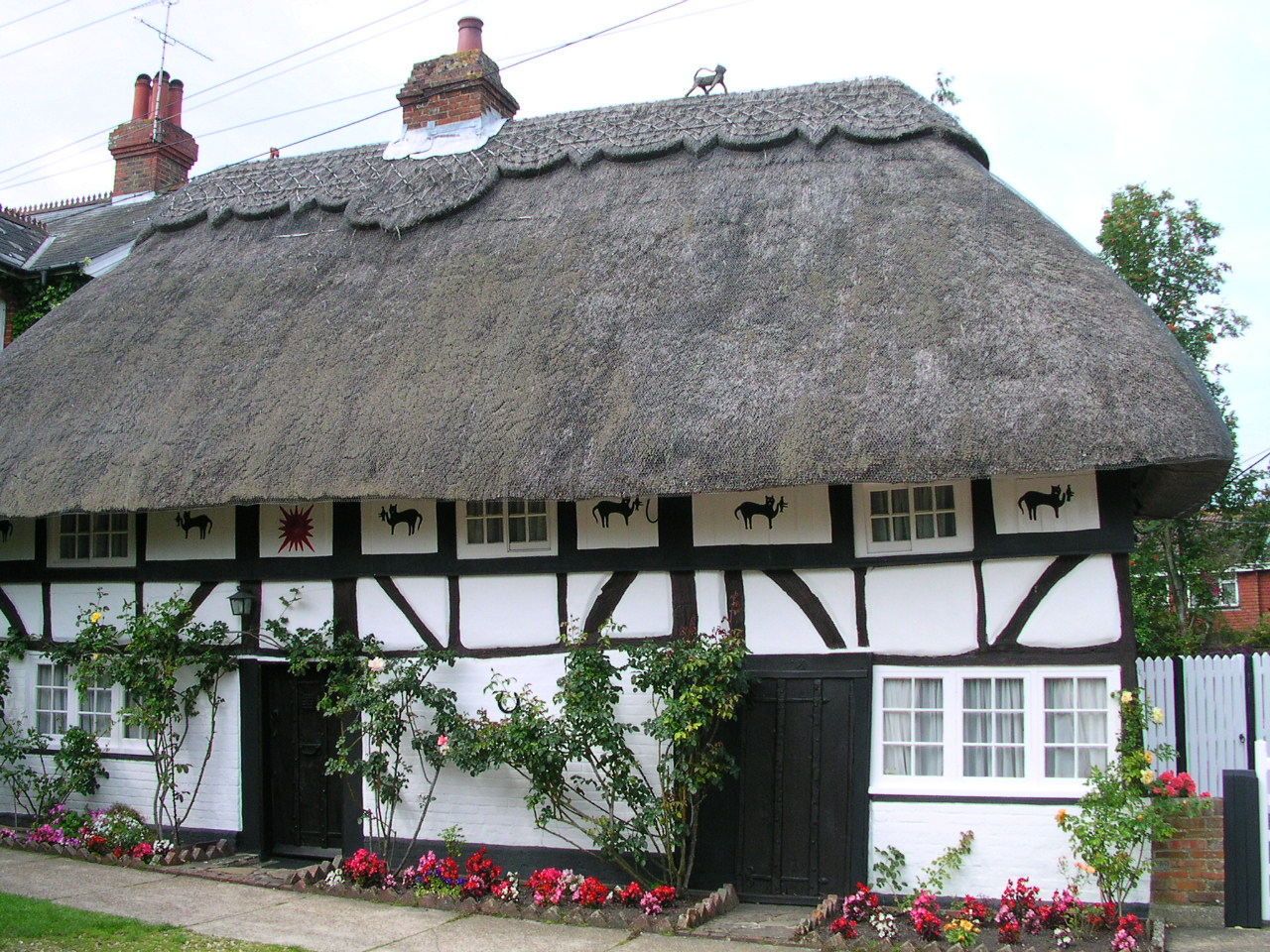
Дом с котами

Дом с котами. Этот дом когда-то принадлежал Джорджу Уорду, у которого была канарейка. Эта птица была съедена кошкой, принадлежавшей местному англиканскому канонику Натаниэлю Вударду (1811—1891), который жил по-соседству. Уорд был настолько взбешён, что изрисовал свой дом изображениями кота с птицей. Каноник видел эти рисунки каждый раз, когда он проходил мимо по дороге в церковь. Хозяин также собрал морские раковины, которые гремели, и черная фигура появлялась в маленьком окне, называемом дырой Зулу, когда приближался несчастный каноник.